# 斉の長城
斉の長城（せいのちょうじょう）は、中国の山東省の春秋戦国時代に斉に築かれた軍事的な防壁（長城）。斉と魯の国境に築かれた。
紀元前441年に斉が築き始めて、戦国時代に完成した。魯や初期には晋や越、後には楚の攻撃から防御した。現在の山東省済南市から青島市までの萊蕪区、泰安市、肥城市、淄博市、沂源県、臨朐県、安丘市、諸城市、沂水県、莒県、五蓮県に築かれた。全長は600キロメートル。長城のほとんどは現存していて、見ることができる。